# Mountain Iron
Mountain Iron is een plaats (city) in de Amerikaanse staat Minnesota, en valt bestuurlijk gezien onder St. Louis County.

## Demografie
Bij de volkstelling in 2000 werd het aantal inwoners vastgesteld op 2999.
In 2006 is het aantal inwoners door het United States Census Bureau geschat op 2914, een daling van 85 (-2.8%).

## Geografie
Volgens het United States Census Bureau beslaat de plaats een oppervlakte van
135,5 km², waarvan 128,0 km² land en 7,5 km² water.

## Plaatsen in de nabije omgeving
De onderstaande figuur toont nabijgelegen plaatsen in een straal van 12 km rond Mountain Iron.